# Franz Klingler

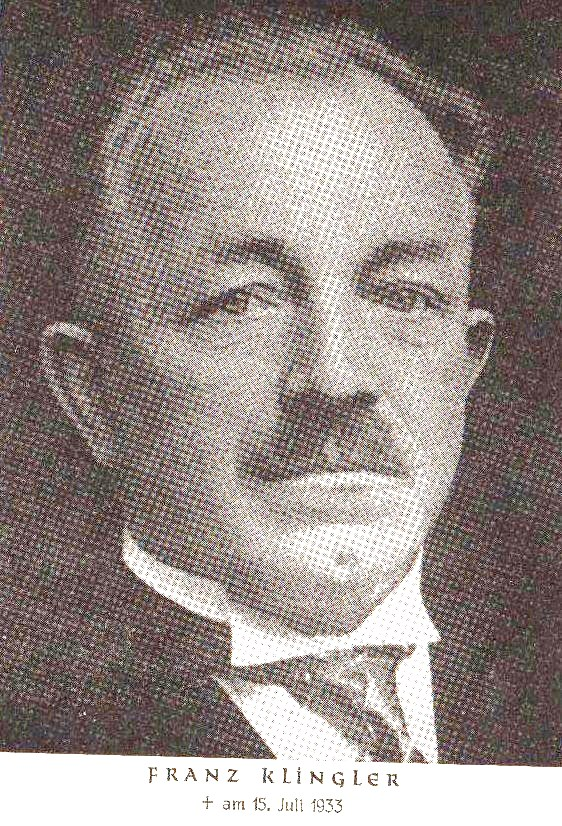
Franz Klingler

Franz Klingler (* 14. Mai 1875 in Oettingen in Bayern; † 15. Juli 1933 in Coburg; vollständiger Name Franz Xaver Klingler) war ein deutscher Politiker (SPD). Er war unter anderem Staatsrat und Regierungschef des Freistaates Coburg, Abgeordneter im Bayerischen Landtag und Schriftleiter des sozialdemokratischen Coburger Volksblatts.

## Leben
Franz Klingler wurde 1875 als Sohn des Gerichtsdieners („berittener Gendarm“) Johann Michael Klingler und dessen Ehefrau Rosina Klingler, gebürtige Lutz, in Oettingen in Bayern; geboren. Die in Mindelheim geborene Mutter starb bei der Geburt. Der aus Wüstensachsen in der hessischen Rhön stammende Vater verschied im Jahre 1885. Franz Klingler wuchs ab dem 10. Lebensjahr als Waise auf und erhielt eine jesuitische Erziehung am Gymnasium in Oettingen. Er absolvierte erfolgreich eine kaufmännische Lehre in München und arbeitete nach einer Wanderschaft als Holzarbeiter und Packer sowie anschließend als kaufmännischer Angestellter in einer Holzwarenfabrik in Ostheim vor der Rhön. 1903 trat in die Sozialdemokratische Partei ein und wurde Funktionär des Deutschen Holzarbeiterverbandes, 1906 heiratete er seine Frau Ida, gebürtige Lörzel (1883–1969), mit der er fünf Söhne hatte. 1908 organisierte Klingler einen Streik, in der Folge wurde er entlassen.

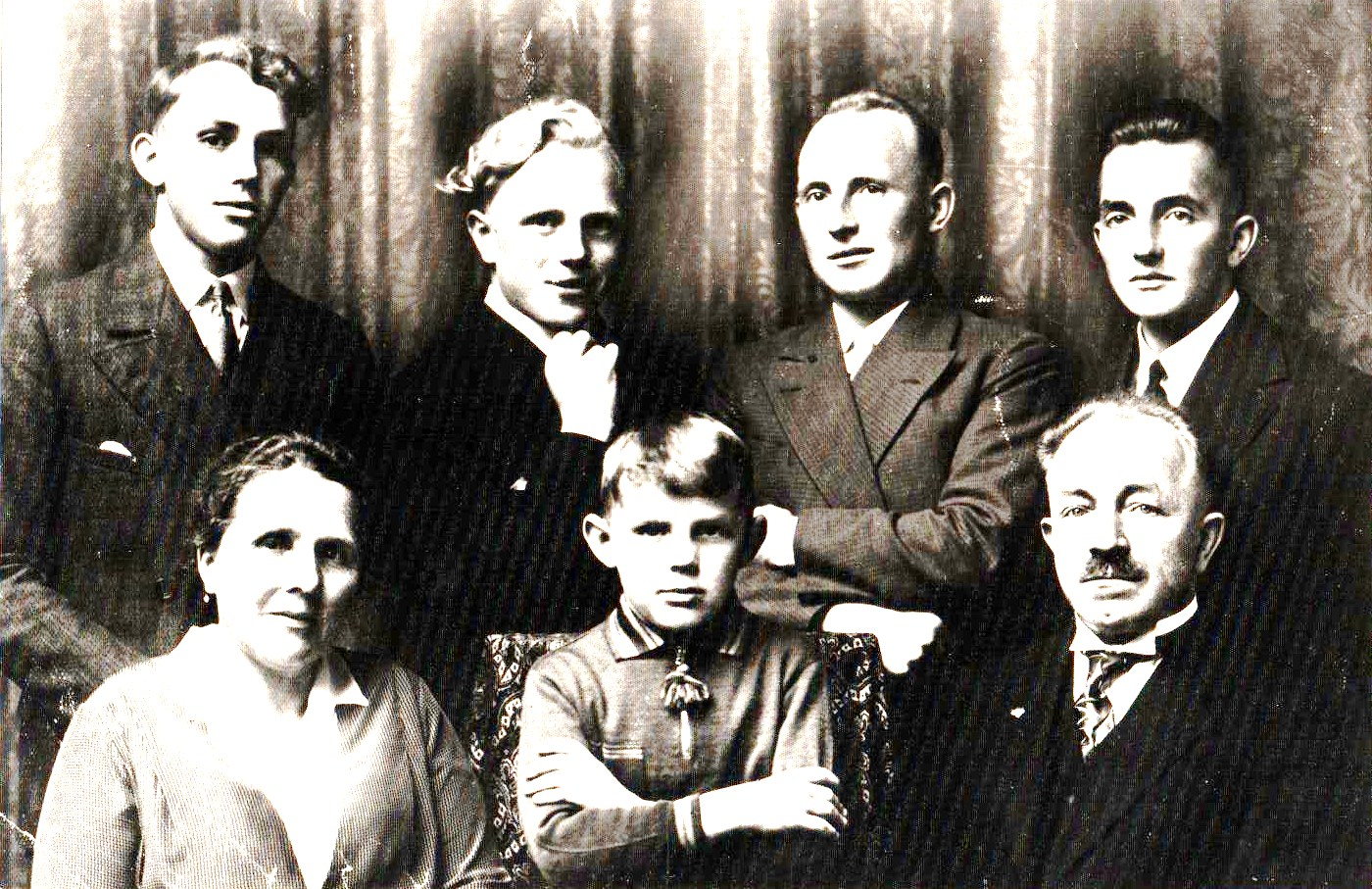
Franz Klingler mit Ida und seinen Söhnen Otto, Erhard, Hermann, Franz jun. (hintere Reihe von links) und Heinz (vorne Mitte) 1931

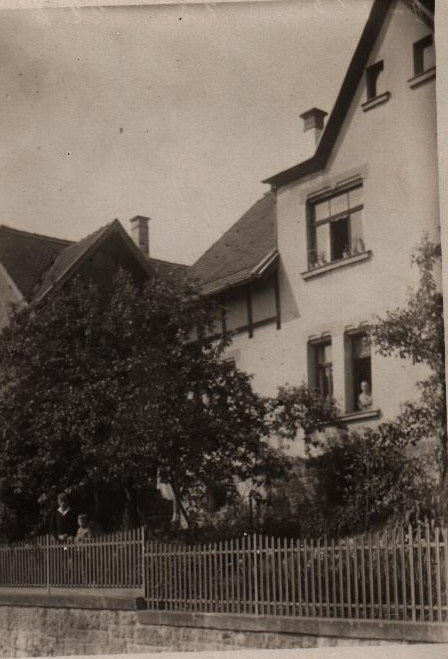
In dem Haus Seidmannsdorfer Straße 125 lebte Franz Klingler mit seiner Familie. Foto: Ida mit Otto und Heinz im Vorgarten um 1929

Im Jahr 1908 zog Klingler nach Coburg, wo er am 8. April 1910 in den coburgischen Bürgerverband aufgenommen wurde.
In Coburg arbeitete er anfangs als Angestellter. 1912 war er maßgeblich an der Gründung des Coburger Volksblatts beteiligt und wurde auch dessen Chefredakteur („Hauptschriftleiter“). In zahlreichen Artikeln setzte er sich für eine sozialdemokratische Politik ein, aber z. B. auch für das friedliche Zusammenleben mit den in Coburg ansässigen Juden.
Im Zeitraum vom Mai 1915 bis Dezember 1918 war er Soldat und nahm am Ersten Weltkrieg teil. Vom 22. Dezember 1918 bis zum 3. März 1919 war er Vorsitzender des Landesvereins Coburg der SPD. Am 9. Februar 1919 wurde Klingler als fünfter von sieben SPD-Abgeordneten in die elfköpfige Coburger Landesversammlung und am 10. März 1919 zum Mitglied der dreiköpfigen Regierung des Freistaates Coburg gewählt. Ab dem 8. Juli 1919 war Klingler, nunmehr mit dem Titel „Staatsrat“, Vorsitzender der Regierung und führte unter anderem die maßgeblichen Verhandlungen, die 1920 in die Vereinigung des Freistaats Coburg mit dem Freistaat Bayern mündeten.
Bei der Reichstagswahl am 6. Juni 1920 kandidierte Klingler auf Platz 10 der fränkischen Liste. Die Kandidatur blieb erfolglos, da nur zwei fränkische Sozialdemokraten in den Reichstag einzogen. Bei den Nachwahlen zum Bayerischen Landtag im November 1920 wurde Klingler zum Mitglied des Bayerischen Landtags gewählt, bei allen folgenden Wahlen bis 1932 jeweils wiedergewählt.
1910 wurde Franz Klingler als 91. Mitglied im Arbeiter-Sängerchor Coburg aufgenommen, 1919 im Verein Arbeiterpresse Unterstützungs-Vereinigung; weitere Mitgliedschaften bei den Freien Turnern, der Volksfürsorge, der Konsumgenossenschaft, den Freidenkern. 1926 führten Franz Klingler und Ernst Dalibor das Kreisfest des 7. Kreises vom Arbeiter-Turn- und Sportbund, Freie Turnerschaft Coburg e. V. an. Außerdem war er Vorstandsmitglied der Coburger Landesstiftung und Verwaltungsratsmitglied der Niederfüllbacher Stiftung sowie Mitbegründer des „Coburger Heimatvereins“, der heutigen „Historischen Gesellschaft“. Am 1. Mai 1932 fand das Bezirkssängertreffen in Coburg statt, Franz Klingler hielt die Rede vor dem Landestheater unter dem Titel: „Für den Ausbau der Sozialgesetze“.

### Staatsrat und Abgeordneter
Nach der Wahl zur ersten Volksvertretung des Freistaats Coburg am 9. Februar 1919 hatte die SPD die absolute Mehrheit mit sieben von elf Sitzen. Die neue Staatsregierung wurde am 10. März 1919 gebildet. Sie bestand aus den gewählten Regierungsmitgliedern Franz Klingler und Reinhold Artmann, beide SPD, und dem vormaligen Leiter der Coburger Abteilung des herzoglichen Staatsministeriums, Staatsrat Hermann Quarck (nationalliberal). Nach dem Rücktritt von Quarck übernahm Klingler – nunmehr ebenso wie seine beiden Kollegen mit dem Titel „Staatsrat“ versehen – den Vorsitz der Regierung und der Abgeordnete Hans Schack (DDP) wurde neues Mitglied der Landesregierung.

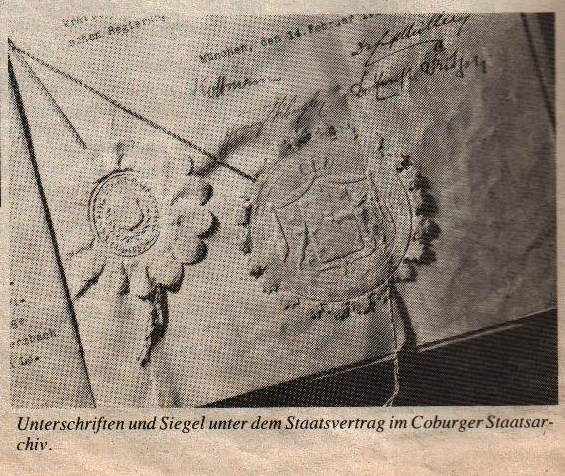
Unterschriften unter den Staatsvertrag: Hoffmann, Klingler, Müller, Fritsch

Klingler engagierte sich während seiner Regierungszeit besonders stark und erfolgreich für die Vereinigung des Freistaates Coburg mit dem Freistaat Bayern. Er war eine Schlüsselfigur, da Teile seiner Partei vor Ort im Gegensatz zu ihm für Thüringen votierten. Die Meinungsverschiedenheiten mit den führenden Coburger Sozialdemokraten bezüglich der Anschlussfrage endeten schließlich in einem Antrag auf Ausschluss Klinglers aus der SPD, der aber wieder zurückgezogen wurde, als sich abzeichnete, dass die Mehrheit der sozialdemokratischen Basis zu Bayern tendierte. Nicht zu unterschätzen ist auch die Tatsache, dass Franz Klingler sowohl in München über gute Kontakte zur bayerischen Regierung verfügte, die mit Ministerpräsident Johannes Hoffmann zur damaligen Zeit unter sozialdemokratischer Führung stand, als auch zum damaligen Reichskanzler Hermann Müller (SPD), der wie Klingler in Franken agierte.
Eine erste Gesetzesvorlage zur Abstimmungsfrage wurde am 11. August 1919 von der SPD-Mehrheit in der Landesversammlung verabschiedet. Allerdings weigerten sich Klingler und Schack das Gesetz mit der Fragestellung, ob Coburg an Bayern angegliedert werden solle, zu unterzeichnen, da ihnen die Interessen der Bayernanhänger nicht gewahrt schienen.
Eine zentrale Rolle in dieser Frage spielte der Rechts- und Verfassungsausschuss der Landesversammlung, in dem mit dem SPD-Abgeordneten Franz Klingler und den bürgerlichen Demokraten Hans Schack und Ernst Külbel die Befürworter einer Vereinigung mit Bayern gegenüber den beiden zu Thüringen neigenden Sozialdemokraten Reinhold Artmann und Bernhard Lauer die Mehrheit hatten. Der Ausschuss formulierte unter anderem schließlich die Abstimmungsfrage: Soll Coburg dem Gemeinschaftsvertrag mit den thüringischen Staaten beitreten?. In einer Vielzahl von Versammlungen warb Franz Klingler für seine Meinung. Das Abstimmungsergebnis am 30. November 1919, bei dem 26.102 Stimmen gegen und nur 3.466 Stimmen für Thüringen abgegeben worden waren, belohnte seinen Einsatz.

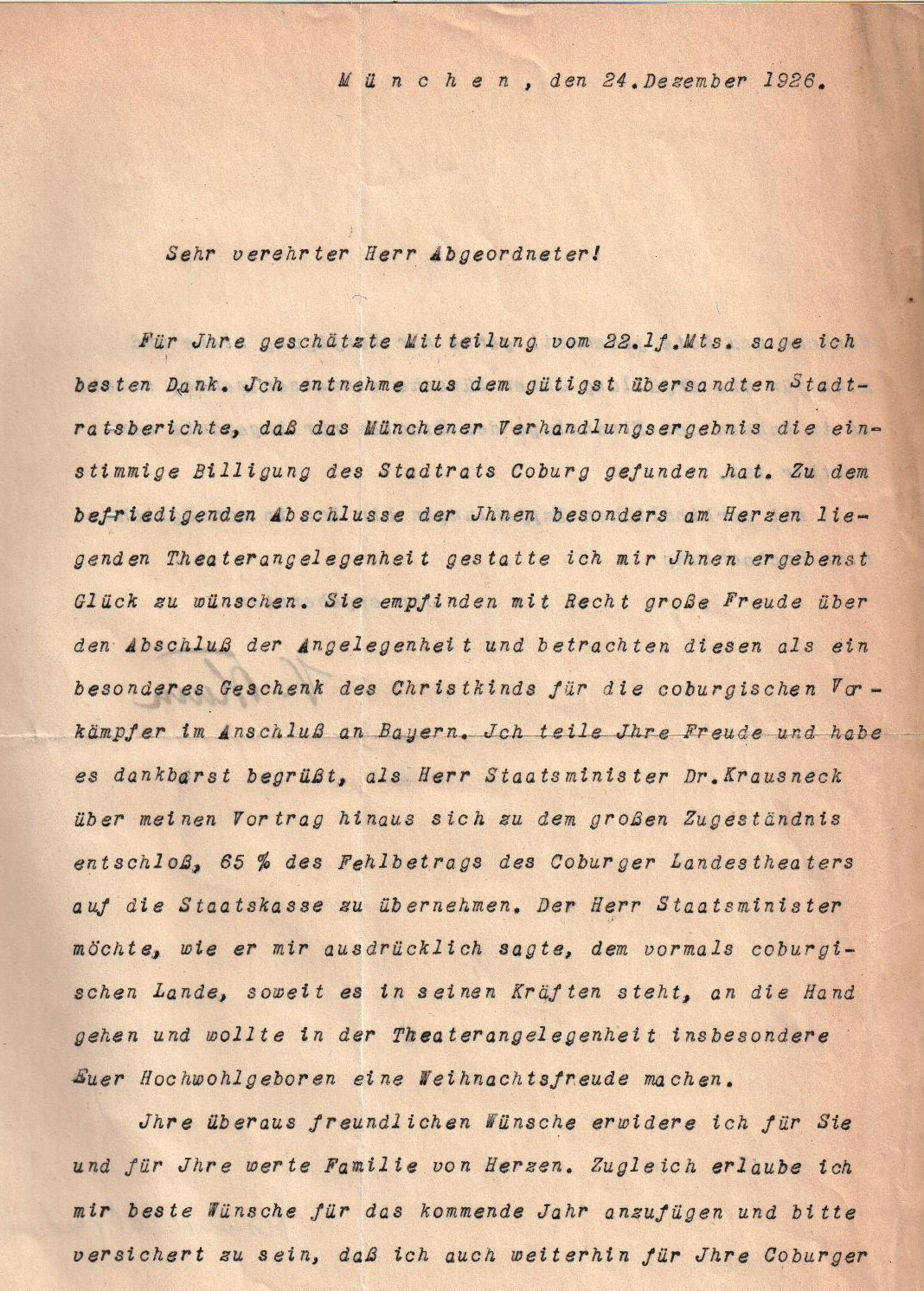
Brief des Ministerialrat Blum vom 24. Dezember 1926: „Glückwunsch zur Theaterangelegenheit“

Von 12. bis 14. Februar 1920 folgten dann in München Verhandlungen, an denen von Coburger Seite die Staatsräte Artmann, Klingler, Schack, Ministerialdirigent Ernst Fritsch sowie Regierungsrat Doebel teilnahmen. Als Bevollmächtigte zum Abschluss des Vertrags wurden für Coburg Staatsrat Franz Klingler und Ministerialdirektor Fritsch bestimmt, die dann ihre Unterschrift unter den ausgehandelten Staatsvertrag und das Schlussprotokoll setzten. Für den Freistaat Bayern unterzeichneten Ministerpräsident Johannes Hoffmann und Justizminister Ernst Müller-Meiningen das Dokument.
Die Verdienste Klinglers an der Vereinigung des Freistaats Coburg mit dem Freistaat Bayern, auch danach durch seinen Einsatz als Landtagsabgeordneter, gehen aus einem Brief des bayerischen Ministerialrats Blum vom 24. Dezember 1926 hervor. Blum teilte darin Klingler mit, dass sich das Staatsministerium in München zu dem unerwartet großen Zugeständnis entschlossen hat, 65 % des Fehlbetrags des Coburger Landestheaters zu übernehmen.

### Schriftleiter
Die Redaktion des Volksblatts, seit dem 1. Juli 1920 Coburger Volksblatts (sozialdemokratisches Organ für die werktätige Bevölkerung im Kreis Coburg und Amtsgerichtsbezirk Lichtenfels) genannt, führte Klingler von seiner Gründung im Jahr 1912 bis 1933 als Chefredakteur, unterbrochen nur von seiner Militärzeit (1915–1918) und gesundheitsbedingt eingeschränkt vom 1. Juli 1931 bis November 1932. Das Coburger Volksblatt befand sich in gemieteten Räumen in der Gerbergasse 6 in Coburg. Im Jahr 1925 erfolgte ein Umzug der Druckerei und der Redaktion in die neu gebauten Räume in der Schenkgasse 17. Viele Briefe an den Abgeordneten Franz Klingler sind an die Schenkgasse 17/I gerichtet. Im ersten Stock befand sich sein Redaktionsbüro. Am 2. Mai 1933 wurde das Volksblatt durch die SA besetzt und der Betrieb geschlossen, am 28. April 1933 als beschlagnahmt eingetragen und stillgelegt worden. Die Auflage des Blattes hatte im Durchschnitt 6000 betragen.

### Der Sozialdemokrat

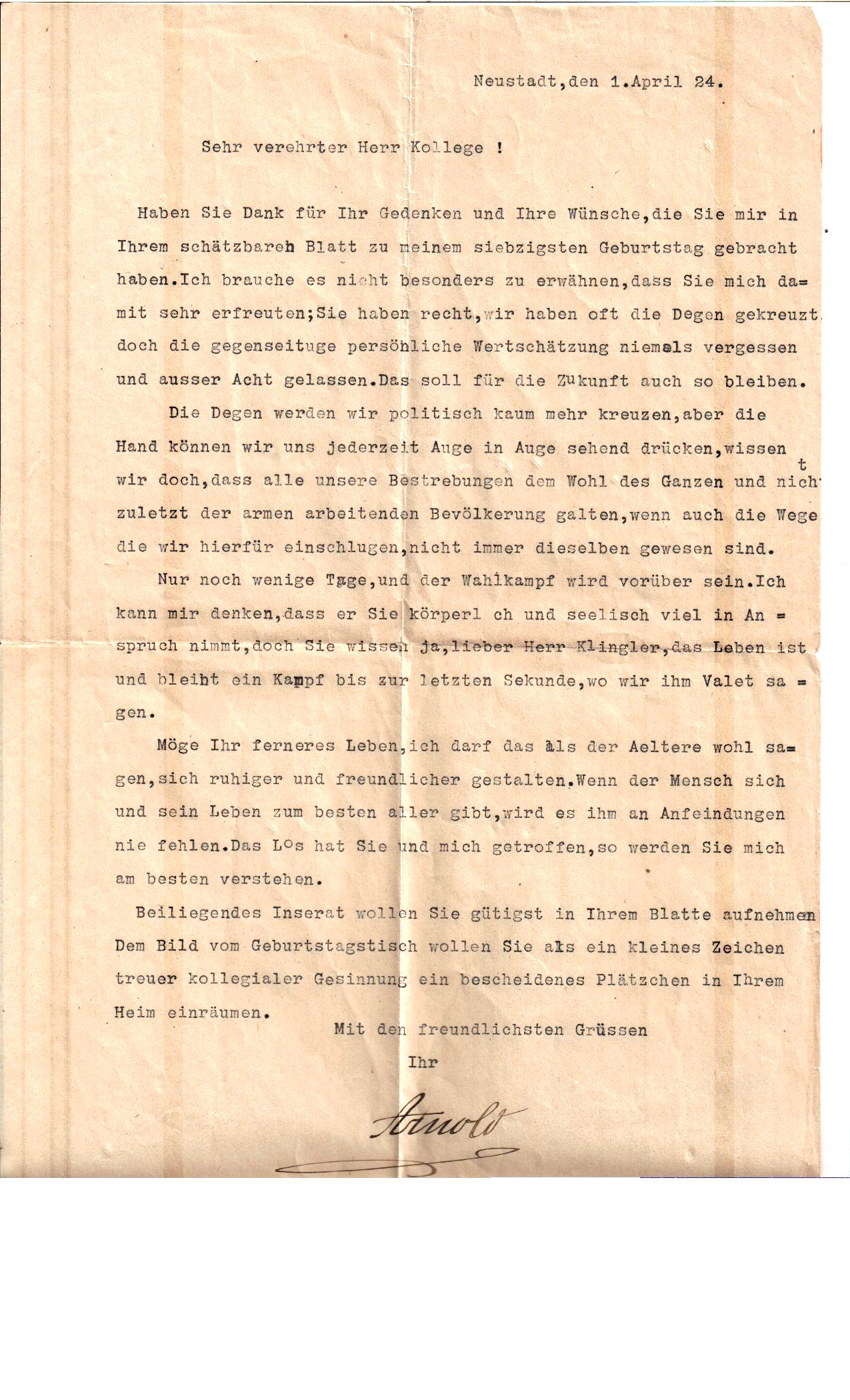
Max Oskar Arnold über Klingler: „Wenn der Mensch sich und sein Leben zum besten aller gibt, wird es ihm an Anfeindungen nie fehlen.“ (1. April 1924)

Klingler bestimmte zwischen 1919 und 1933 maßgebend die Tätigkeit der Sozialdemokratie in Stadt und Landkreis Coburg. Er war der Hauptredner in vielen Versammlungen, so dass es zu einem großen Teil seiner Arbeit und seinem Geist mit zu verdanken ist, dass in Coburg die Sozialdemokratie nach dem Ersten Weltkrieg eine bestimmende Kraft geworden war. Klinglers Wahlkreis erstreckte sich über Coburg hinaus auf Sonnefeld, Neustadt bei Coburg, Rodach und Königsberg in Bayern (Wahlperiode 1924–1928) bzw. auf Bamberg-Land, Höchstadt an der Aisch, Lichtenfels und Staffelstein (Wahlperiode 1928–1932). Auf verschiedenen Parteitagen und Zusammenkünften der Partei auf allen Ebenen entwickelten sich auch die für die politischen Verhandlungen so wichtigen Kontakte und Freundschaften zu den führenden Politikern in München und im Reich, die zur damaligen Zeit sozialdemokratisch waren.

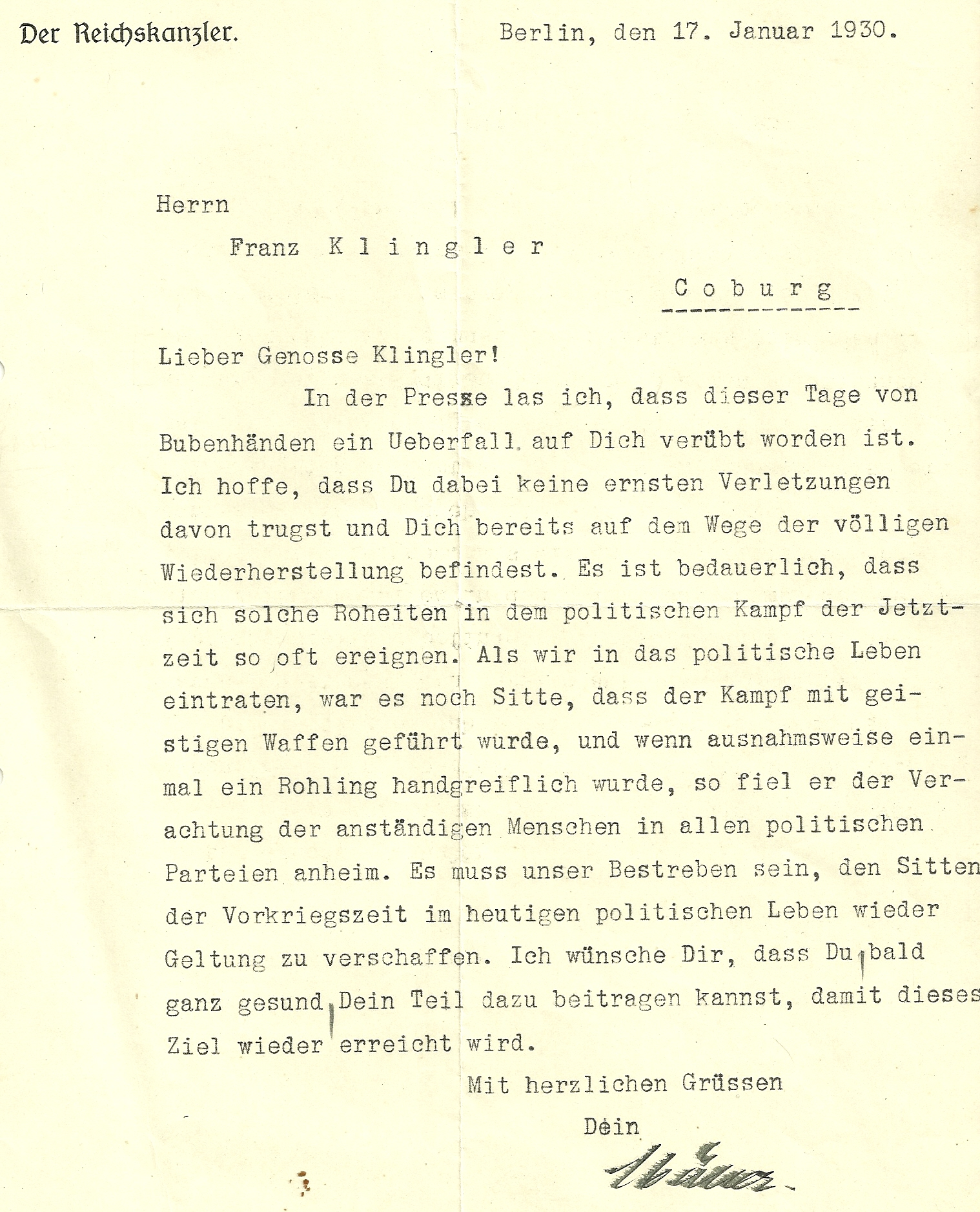
Brief vom Reichskanzler Hermann Müller: „Als wir in das politische Leben eintraten, war es noch Sitte, dass der Kampf mit geistigen Waffen geführt wurde.“ (17. Januar 1930)

Im Jahre 1921 kam es in Coburg zum sogenannten „Coburger Blutsonnabend“. Nach der Ermordung des Zentrumsabgeordneten und ehemaligen Reichsfinanzministers Matthias Erzberger am 26. August 1921 beschlossen Coburger Betriebsräte und Funktionäre der SPD und USPD, an der Spitze Franz Klingler und der Gewerkschaftsführer Otto Voye, am Sonnabend, den 3. September eine „Demonstrationsversammlung für die Republik und gegen den politischen Meuchelmord“ durchzuführen, zu der sich etwa 3000 Menschen auf dem Coburger Schlossplatz versammelten. Während der Rede von Franz Klingler fuhren im Umkreis Lastkraftwagen auf, deren Besatzung, mit Stahlhelmen und Maschinengewehren ausgerüstete Angehörige der bayerischen Landespolizei, sofort damit begannen, Straßensperren zu errichten, was zu einer großen Erregung unter den Versammlungsteilnehmern führte und schließlich in gewaltsamen Auseinandersetzungen mündete, die als „Coburger Blutsonnabend“ bekannt wurden. Von 20 verletzten Personen mussten sechs in das Krankenhaus. In der Nacht zum 5. September verstarb dort ein Arbeiter an den Folgen einer Schussverletzung.
1924 nahm Klingler als Delegierter am Parteitag der SPD in Berlin teil, vom 22. bis 27. Mai 1927 am Parteitag in Kiel. Seine Eindrücke mündeten in ein Redemanuskript von über 18 eng mit Schreibmaschine beschriebenen Seiten, die als Grundlage für seine Reden im Stimmkreis und für die Berichterstattung im Volksblatt dienten. So war es ihm schon damals wichtig, dass eine politische Partei wie die SPD des Kampfes der Geister bedürfe, der aber mit Kameradschaftlichkeit ausgetragen werden müsse. Er trat für die Freiheit der Meinungen ein und für die Duldung und Achtung Andersdenkender.
Klingler polarisierte wegen seiner Tätigkeit als Redakteur des Coburger Volksblatt besonders in den Wahlkämpfen und als Fürsprecher für die Coburger Juden. Klinglers Gegner aus dem rechtsradikalen Lager schreckten nicht vor Mordandrohungen und Gewalttätigkeiten zurück. Dies führte dazu, dass er mehrere Male überfallen und zu Boden geschlagen wurde. Am 15. Januar 1930 wurde er gegen 0:30 Uhr, auf dem Heimweg vom Volkshaus, am Glockenberg von zwei SA-Männern in Coburg überfallen und bewusstlos geschlagen. Die Täter wurden nicht ermittelt.
In der Folge erhielt Klingler zahlreiche Sympathiebekundungen von zeitgenössischen Mitstreitern anderer Couleur, aber auch vom Deutschen Reichskanzler Hermann Müller (SPD) und von der sozialdemokratischen Fraktion des Bayerischen Landtags. Noch am 3. Februar 1933 sprach er, obwohl er bereits hohes Fieber hatte, in einer Versammlung und seine letzten Worte waren seinerzeit: „Wer Hitler wählt, der wählt den Krieg!“. Kurz nach seiner Heimkehr musste man ihn noch in der Nacht in das Landkrankenhaus einliefern. Durch die fortwährenden Aufregungen verschlechterte sich sein Gesundheitszustand von Tag zu Tag. In Coburg kam es seit dem 2. März 1933 zu ersten Verhaftungen von Sozialdemokraten, Kommunisten, Demokraten und Juden. Nur der Hinweis auf seine tödliche Krankheit und die Standhaftigkeit der verantwortlichen Ärzte verhinderten die Verschleppung Klinglers aus dem Krankenhaus. Am 11. März 1933 wurde deshalb an seiner Stelle sein Sohn Otto verhaftet und misshandelt. Drei Tage später erschien letztmals das Coburger Volksblatt. Am 15. Juli 1933 starb Franz Klingler nach langer Krankheit an den Folgen eines Herzleidens im Coburger Landkrankenhaus. Grabreden auf seiner Beerdigung waren untersagt, die Polizei notierte die Namen von Hunderten von Trauergästen.

## Ehrungen
Die Stadt Coburg dankt Franz Klingler und den anderen maßgeblich Beteiligten Hans Schack, Max Oscar Arnold und Ernst Fritsch für ihre Verdienste zum Anschluss Coburgs an Bayern mit einer Bronzetafel im Rathaus. Straßen in Coburg (Franz-Klingler-Straße) und in Neustadt bei Coburg (Klinglerstraße) sind nach ihm benannt.
Der SPD-Unterbezirk Coburg ehrt den ehemaligen Vorsitzenden des Coburger Landesvereins Franz Klingler im Coburger Willy-Brandt-Haus durch die Widmung eines Geschäftsraums. Im Eingangsbereich befindet sich eine Ausstellung zur lokalen und regionalen Geschichte der sozialdemokratischen Arbeiterbewegung, in der auch Klinglers gedacht wird. Letztlich aus den ihr zugeflossenen Zahlungen aus der Wiedergutmachung der Enteignung des Volksblatts erwarb die Konzentration GmbH, ein Unternehmen im Eigentum der SPD, im Jahr 1983 das Anwesen.

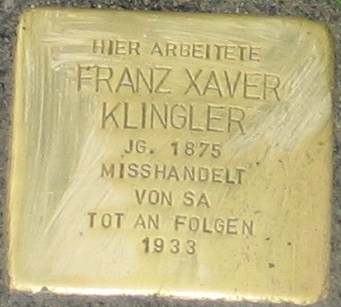
Stolperstein zum Gedenken an Franz Klingler vor dem heutigen Landgericht Coburg

Am 1. Juni 2010 wurde am Anwesen Ketschendorfer Straße 1 (heutiges Justizgebäude I, früher Sitz von Staatsministerium und Landesversammlung des Freistaats Coburg) ein vom früheren Bundestagsabgeordneten Carl-Christian Dressel gestifteter Stolperstein verlegt.